# Matteo Babini
Matteo Antonio Babini, anche noto come Babbini (Bologna, 19 febbraio 1754 – Bologna, 22 settembre 1816), è da considerare come uno dei maggiori cantanti lirici della fine del XVIII secolo.

## Biografia
Dopo aver studiato nella sua città con Arcangelo Cortoni, egli debuttò, a Modena, incredibilmente giovane, come secondo tenore, nel 1770/71, probabilmente nella prima versione del Demetrio di Paisiello.  Dopo essersi esibito in diversi teatri italiani, ma soprattutto al San Benedetto di Venezia, in ruoli ancora non da primo tenore,  Babini fu scritturato prima presso la Corte di Berlino e, poi, al seguito di Paisiello, presso quella di San Pietroburgo (1777/1781), dove fu molto apprezzato nelle opere del compositore pugliese, anche eccezionalmente in alcune di genere giocoso, genere che egli frequentò invece assai poco in Italia. Secondo The Grove Dictionary of Opera, egli si esibì poi, praticamente in tutta Europa, da Lisbona a Madrid,  da Vienna a Londra, dove, nel 1786, partecipò alla prima del Giulio Sabino di Cherubini. Particolarmente importanti per lo sviluppo delle sue tendenze artistiche verso la recitazione realistica, sembrano essere stati i ripetuti viaggi a Parigi, nel 1787/1789 e poi nel 1792, e cioè in momenti topici per la rivoluzione, in fase prima di maturazione e di esplosione,  e poi di sviluppo.
La sua carriera in Italia continuò con grande successo per tutti gli anni novanta (partecipò fra l'altro alla prima de Gli Oriazi e i Curiazi di Cimarosa, creando la parte dell'eroe vilain, Marco Orazio ), fino al suo addio alle scene nel 1803, quando comunque veniva ancora chiamato ad eseguire prime rappresentazioni da compositori come Zingarelli e Bertoni. Ristabilitosi nella sua città natale, dopo una carriera italiana tutta incentrata su Venezia, egli si diede all'insegnamento sia del canto che dell'arte scenica, e poté annoverare tra i suoi allievi l'ancora adolescente Gioachino Rossini, all'epoca intenzionato a perseguire una carriera di cantante: al giovane artista il vecchio tenore non fece mancare i suoi consigli neppure nella composizione della sua prima precocissima opera, Demetrio e Polibio. Morì il 22 settembre del 1816.

## Caratteristiche artistiche
Matteo Babini rappresenta un elemento chiave del recupero, nell'ultima parte del ‘700, del carattere espressivo del canto operistico che si era andato in parte perdendo tra gli acrobatismi canori dei castrati e i sovracuti dei soprani. Tenore baritonale dall'estensione molto limitata che lo faceva trovare a suo agio sostanzialmente in una sola ottava, non particolarmente versato nella coloratura (anche se poi, negli Orazi, l'aria più virtuosistica è la sua),  egli diede il suo contributo alla rinascimento dell'arte operistica, sviluppando le sue doti di cantante-attore, che si distingueva nello stile declamatorio dei suoi recitativi, nella verità che sapeva infondere alla sua recitazione, nel fascino che così riusciva ad esercitare infallibilmente sugli spettatori, in ciò indubbiamente favorito anche dalla sua notevole presenza scenica (era alto, biondo, snello e di bellissimi lineamenti). Secondo Giovanni Morelli,

lo stimolo per la ricerca della verità drammatica il Babbini lo trovò sicuramente durante i soggiorni parigini del 1787-9 e del 1792. Si può infatti constatare come dopo quegli anni, il repertorio del tenore si sia dirottato invariabilmente dai drammi metastasiani verso interpretazioni a soggetto storico con suggestioni contemporanee, romano repubblicane e verso la cantata monodramma rousseauviana (che portò con enorme successo nei maggiori teatri italiani). Quale interprete d'avanguardia e cantante erudito, Babbini si adoprò a cercare «le costumanze dei popoli e le vicende degli eroi», e proprio nella prima veneziana degli Oriazi cimarosiani si esibì in scena adottando costumi storici, «di che il pubblico rimase così soddisfatto che nel seguito i teatri ne presero invariabile norma».

Con la sua ricerca della espressività attraverso la verità interpretativa , da conseguire anche per mezzo del rinnovamento, Babini si affiancò ai suoi compagni di tanti spettacoli, Crescentini, Grassini, Banti, Pacchiarotti, e anche quel Giacomo David, con il quale gli capitò tante volte di alternarsi nell'esecuzione delle medesime parti, nell'azione di restyling del canto lirico che pose le basi per la successiva rinascita rossiniana; di essa del resto toccò probabilmente a lui di effettuare un vero e proprio simbolico varo con le lezioni che ebbe modo di dare ad un ragazzino precoce che voleva fare il cantante d'opera e che sarebbe diventato invece il compositore più famoso d'Europa.

## Ruoli creati
| Ruolo                    | titolo dell'opera                                                                         | genere musicale                       | Autore                      | Teatro                                                              | data prima esecuzione |
| ------------------------ | ----------------------------------------------------------------------------------------- | ------------------------------------- | --------------------------- | ------------------------------------------------------------------- | --------------------- |
| Mitrane                  | Demetrio (prima versione)                                                                 | dramma per musica                     | Giovanni Paisiello          | Teatro di corte di Modena                                           | carnevale 1771        |
| Giocondo                 | L'astratto                                                                                | dramma giocoso                        | Niccolò Piccinni            | Teatro Formagliari di Bologna                                       | autunno 1772          |
| Anassandro               | Merope                                                                                    | dramma per musica (opera seria)       | Giacomo Insanguine          | Teatro (Grimani) San Benedetto di Venezia                           | 26 dicembre 1772      |
| Osmino                   | Solimano                                                                                  | dramma per musica                     | Johann Gottlieb Naumann     | Teatro (Grimani) San Benedetto di Venezia                           | 3 gennaio 1773        |
| Clearco                  | Antigono                                                                                  | dramma per musica (opera seria)       | Pasquale Anfossi            | Teatro (Gallo) San Benedetto di Venezia                             | 23 maggio 1773        |
| Tempo                    | Achille in Sciro                                                                          | dramma per musica                     | Giovanni Paisiello          | Hoftheater del Palazzo Imperiale di Oranienbaum a San Pietroburgo   | 6 febbraio 1778       |
| Valerio                  | Lo sposo burlato                                                                          | dramma giocoso-pasticcio              | Giovanni Paisiello          | Hoftheater del Palazzo Imperiale di Peterhof presso San Pietroburgo | 24 luglio 1778        |
| Fenicio                  | Demetrio (seconda versione)                                                               | dramma per musica                     | Giovanni Paisiello          | Hoftheater del palazzo imperiale di Tsarskoye Selo                  | 13/24 June 1779       |
| Gelino                   | La finta amante                                                                           | opera buffa                           | Giovanni Paisiello          | Teatro di Mogilëv                                                   | 5 giugno 1780         |
| Fronimo                  | Alcide al bivio                                                                           | dramma per musica                     | Giovanni Paisiello          | Teatro di corte nel Palazzo d'Inverno di San Pietroburgo            | 6 dicembre 1780       |
| Artabano                 | Artaserse                                                                                 | dramma per musica (opera seria)       | Giacomo Rust                | Teatro Civico di Perugia (inaugurazione)                            | 1781                  |
| Sarabes                  | Zemira                                                                                    | dramma per musica                     | Pasquale Anfossi            | Teatro (Gallo) San Benedetto di Venezia                             | 26 dicembre 1781      |
| Scitalce o Sardanapalo   | Arbace                                                                                    | dramma per musica (opera seria)       | Giovanni Battista Borghi    | Teatro (Gallo) San Benedetto di Venezia                             | 3 gennaio 1782        |
| Zoaspe                   | Aspardi, principe di Battriano                                                            | dramma per musica                     | Francesco Bianchi           | Teatro delle Dame di Roma                                           | carnevale 1784        |
| Ormondo                  | Il disertore francese                                                                     | dramma per musica (opera seria)       | Francesco Bianchi           | Teatro (Gallo) San Benedetto di Venezia                             | 26 dicembre 1784      |
| Alessandro Magno         | Alessandro nell'Indie                                                                     | dramma per musica (opera seria)       | Francesco Bianchi           | Teatro (Gallo) San Benedetto di Venezia                             | 28 gennaio 1785       |
| Sabino                   | Giulio Sabino                                                                             | dramma per musica (opera seria)       | Luigi Cherubini             | King's Theatre di Londra                                            | 30 marzo 1786         |
| Porsenna                 | Il trionfo di Clelia                                                                      | dramma per musica                     | Angelo Tarchi               | Nuovo Teatro Regio di Torino                                        | 26 dicembre 1786      |
| Volodimiro               | Volodimiro                                                                                | dramma per musica                     | Domenico Cimarosa           | Nuovo Teatro Regio di Torino                                        | 20 gennaio 1787       |
| Artabano                 | Artaserse                                                                                 | dramma per musica (opera seria)       | Francesco Bianchi           | Teatro Nuovo e della Nobiltà di Padova                              | 11 giugno 1787        |
| Ataliba                  | Pizzarro                                                                                  | dramma per musica (opera seria)       | Francesco Bianchi           | Teatro dell'Accademia degli Erranti di Brescia                      | estate 1787           |
| Bruto                    | La morte di Giulio Cesare                                                                 | dramma serio per musica               | Francesco Bianchi           | Teatro (Grimani) San Samuele di Venezia                             | 27 dicembre 1788      |
| Amasi                    | Nitteti                                                                                   | dramma per musica (opera seria)       | Ferdinando Bertoni          | Teatro (Grimani) San Samuele di Venezia                             | 6 febbraio 1789       |
| Riccardo Talbot          | Giovanna d'Arco ossia La Pulcella d'Orléans                                               | dramma serio per musica               | Gaetano Andreozzi           | Teatro Nuovo di Vicenza                                             | 27 giugno 1789        |
| Giasone                  | Gli Argonauti in Colco ossia La conquista del vello d'oro                                 | dramma per musica                     | Giuseppe Gazzaniga          | Teatro (Grimani) San Samuele di Venezia                             | 26 dicembre 1789      |
| Pimmalione               | Pimmalione                                                                                | scena drammatica in musica            | Giovanni Battista Cimador   | Teatro (Grimani) San Samuele di Venezia                             | 26 gennaio 1790       |
| Pirro                    | Andromaca                                                                                 | dramma per musica                     | Sebastiano Nasolini         | Teatro (Grimani) San Samuele di Venezia                             | Febbraio 1790         |
| Turno                    | Enea nel Lazio                                                                            | dramma eroi-tragico                   | Vincenzo Righini            | Königliches Opernhaus (Hopofer) di Berlino                          | 17 gennaio 1793,      |
| Alessandro               | Apelle                                                                                    | dramma serio per musica (1° versione) | Nicola Antonio Zingarelli   | Teatro alla Fenice di Venezia                                       | 18 novembre 1793      |
| Virginio                 | Virginia                                                                                  | tragedia per musica (opera seria)     | Felice Alessandri           | Teatro alla Fenice di Venezia                                       | 26 dicembre 1793      |
| Alcéo                    | Saffo o sia I riti d'Apollo Leucadio                                                      | dramma per musica                     | Giovanni Simone Mayr        | Teatro alla Fenice di Venezia                                       | 17 febbraio 1794      |
| Admeto                   | Admeto                                                                                    | dramma per musica                     | Pietro Alessandro Guglielmi | Teatro del Fondo della Separazione di Napoli                        | 26 dicembre 1794      |
| Ulisse                   | Penelope                                                                                  | dramma per musica                     | Domenico Cimarosa           | Teatro del Fondo della Separazione di Napoli                        | 26 dicembre 1794      |
| Marco Orazio             | Gli Orazi e i Curiazi                                                                     | tragedia per musica (1° versione)     | Domenico Cimarosa           | Teatro alla Fenice di Venezia                                       | 26 dicembre 1796      |
| Mentore                  | Telemaco nell'isola di Calipso                                                            | dramma per musica                     | Giovanni Simone Mayr        | Teatro Sant'Angelo di Venezia                                       | 16 gennaio 1797       |
| Mitridate                | La morte di Mitridate                                                                     | dramma per musica (opera seria)       | Nicola Antonio Zingarelli   | Teatro alla Fenice di Venezia                                       | 27 maggio 1797        |
| protagonista             | "Inno patriottico per la guardia civica" ("Inno patriottico per la Guardia repubblicana") | Inno                                  | Catterino Cavos             | Teatro alla Fenice di Venezia                                       | 14 settembre 1797     |
| Manlio                   | I Manlii                                                                                  | melodramma                            | Giuseppe Nicolini           | Teatro alla Scala di Milano                                         | 26 dicembre 1801      |
| Adrasto                  | I misteri èleusini                                                                        | dramma per musica                     | Giovanni Simone Mayr        | Teatro alla Scala di Milano                                         | 6 gennaio 1802        |
| Edipo                    | Edipo a Colono                                                                            | tragedia per musica (opera seria)     | Nicola Antonio Zingarelli   | Teatro alla Fenice di Venezia                                       | 26 dicembre 1802      |
| Publio Scipione Africano | La caduta della nuova Cartagine                                                           | dramma per musica                     | Giuseppe Farinelli          | Teatro alla Fenice di Venezia                                       | 5 febbraio 1803       |
| Mercurio                 | Adria consolata                                                                           | festa teatrale (cantata drammatica)   | Ferdinando Bertoni          | Teatro alla Fenice di Venezia                                       | 12 febbraio 1803      |